# San Luis (Batangas)
San Luis is een gemeente in de Filipijnse provincie Batangas op het eiland Luzon. Bij de laatste census in 2010 telde de gemeente bijna 31 duizend inwoners.

## Geografie

### Bestuurlijke indeling
San Luis is onderverdeeld in de volgende 26 barangays:
| - Abiacao - Bagong Tubig - Balagtasin - Balite - Banoyo - Boboy - Bonliw - Calumpang West - Calumpang East - Dulangan - Durungao - Locloc - Luya | - Mahabang Parang - Manggahan - Muzon - Poblacion - San Antonio - San Isidro - San Jose - San Martin - Santa Monica - Taliba - Talon - Tejero - Tungal |

## Demografie
San Luis had bij de census van 2010 een inwoneraantal van 30.701 mensen. Dit waren 1.056 mensen (3,6%) meer dan bij de vorige census van 2007. Ten opzichte van de census van 2000 was het aantal inwoners gegroeid met 3.777 mensen (14,0%). De gemiddelde jaarlijkse groei in die periode kwam daarmee uit op 1,32%, hetgeen lager was dan het landelijk jaarlijks gemiddelde over deze periode (1,90%).

De bevolkingsdichtheid van San Luis was ten tijde van de laatste census, met 30.701 inwoners op 42,56 km², 721,4 mensen per km².
Agoncillo · Alitagtag · Balayan · Balete · Batangas City · Bauan · Calaca · Calatagan · Cuenca · Ibaan · Laurel · Lemery · Lian · Lipa · Lobo · Mabini · Malvar · Mataasnakahoy · Nasugbu · Padre Garcia · Rosario · San Jose · San Juan · San Luis · San Nicolas · San Pascual · Santa Teresita · Santo Tomas · Taal · Talisay · Tanauan · Taysan · Tingloy · Tuy